# Furina diadema
Furina diadema — вид отруйних змій родини аспідових (Elapidae). Ендемік Австралії.

## Поширення і екологія
Furina barnardi мешкають в прибережних і внутрішніх районах на південному сході Австралії, в штатах Південна Австралія, Квінсленд та Новий Південний Уельс, а також на північному заході Вікторії. Вони живуть в лісах, рідколіссях, акацієвих заростях і пустищах, часто поблизу термітників. Ведуть нічний спосіб життя. Живляться сцинками Lampropholis, іншими ящірками, іноді комахами. Відкладають яйця.